# Z''L
Z''L (alfabeto hebreo: ז״ל) es el acrónimo de "Zijronó LiBerajá" (de bendito recuerdo, en hebreo), que se utiliza para referirse a una persona judía cuando ha muerto. Suele aparecer escrito luego del nombre en los obituarios de los periódicos o en las publicaciones impresas, aunque también puede aparecer en tumbas, memoriales y en santuarios de sinagogas. Su significado completo para hombres es זיכרונו לברכה (zikhrono livrakha) y para mujeres זיכרונה לברכה (zikhronah livrakha).
Iemaj Shemo Vezijró (יש"ו - que su nombre y recuerdo sean borrados), es la frase usada para nombrar a personajes cuya vida es negativa y llena de odio. Zekher tzadik livrakha (hebreo: זכר צדיק לברכה), usado como ZT"L para personas santas y rabinos.